# 德博
德博（Daboh），是印度中央邦平德縣的一个城镇。总人口15897（2001年）。

## 人口
该地2001年总人口15897人，其中男性8602人，女性7295人；0—6岁人口2772人，其中男1405人，女1367人；识字率60.37%，其中男性为71.74%，女性为46.96%。